# Flexágonos
Flexágonos são brinquedos matemáticos que se destacam pela sua simplicidade, pois com apenas papel, tesoura, cola e lápis de cor podemos construí-los. Basicamente se dobra uma fita de papel de modo que o resultado final é um polígono e que, dobrado corretamente, exibe faces escondidas. Apesar de tal simplicidade, interessantes teorias matemáticas existem por trás deles.

## Breve história[1]
O que você faria com sobras de tiras de papel? Arthur H. Stone dobraria, e foi assim que descobriu os flexágonos.
Stone era um estudante de Matemática na época dessa descoberta. Quando saiu da Inglaterra para morar nos Estados Unidos, em 1939, precisou retirar os excessos das folhas americanas para adaptá-las no seu fichário inglês. Brincando com as tiras de papéis cortadas, dobrou-as em vários triângulos equiláteros e percebeu um objeto com características fascinantes: o trihexaflexágono. A partir deste, muitos outros flexágonos foram construídos e suas propriedades investigadas por vários matemáticos.
O nome hexaflexágonos vem do fato de terem forma hexagonal e por serem flexíveis, ou seja, dobráveis. O prefixo indica a quantidade de diferentes faces que podem exibir, por exemplo o hexahexaflexágono possui seis faces diferentes.

## Trihexaflexágono regular
Um flexágono é dito regular se é feito a partir de uma tira de papel reta. O trihexaflexágono desta categoria é o mais simples de se construir e foi o primeiro a ser descoberto por Stone. Um método para fazer variados tipos de hexaflexágonos (regulares ou não) pode ser encontrado aqui.

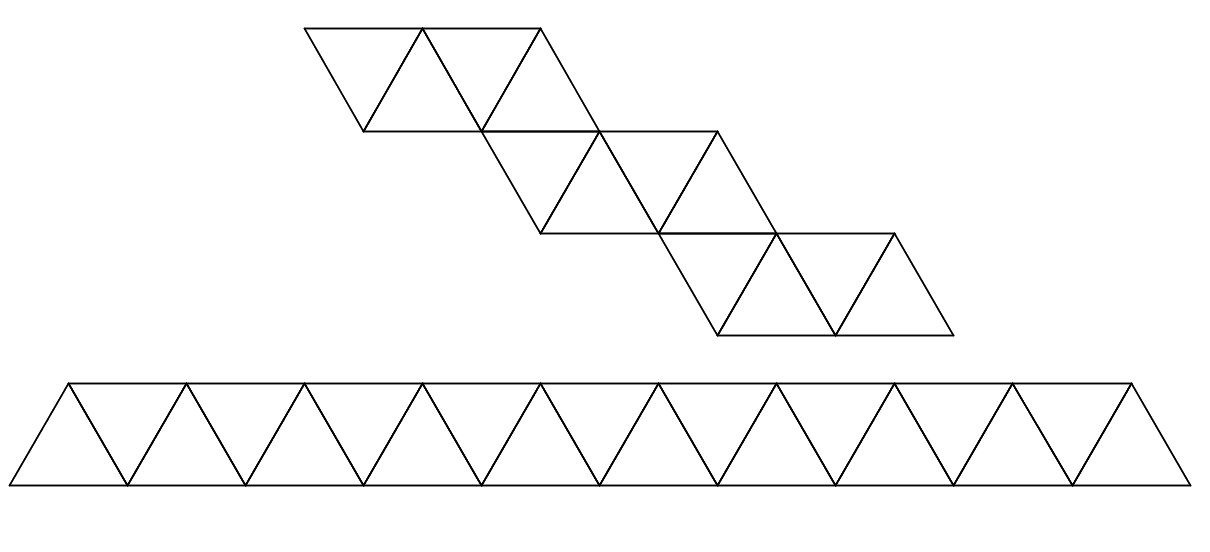
Exemplos de uma tira de papel reta e outra não reta dobradas em triângulos equiláteros.

### Construindo o trihexa
Primeiro divida uma fita de papel em 10 triângulos equiláteros e dobre bem seus eixos para que fiquem bastante maleáveis. Depois, colora como indicado na figura:

Agora dobre como indicado, colando no fim do processo os triângulos coloridos de vermelho:

### Flexigando
Flexigar nada mais é do que dobrar um flexágono de forma a exibir suas variadas faces. Pode ser um pouco trabalhoso fazê-lo na primeira vez, mas nada que um pouco de prática solucione.
Note que dos seis eixos que se ligam ao centro do hexágono formado, três, alternadamente, possuem um "bolso".
Visto isso, para flexigar:
1. Segure o trihexa.
2. Pressione simultaneamente os três eixos sem bolsos.
3. Abra a ponta central do objeto que se formou.

Pronto, agora você sabe flexigar. Basta repetir o processo para exibir as outras faces.

## Dinâmica do hexahexa e do nonahexa
Depois de brincar com seu trihexa, aconselhamos montar um hexahexa e um nonahexa, (cujas instruções para construção podem ser encontradas aqui  e aqui) ou seja, hexaflexágonos com 6 e 9 faces distintas.
O fato interessante - que não pode ser notado no trihexa - é que para exibir todas as faces destes e de outros flexágonos "maiores" é necessário passar por algumas delas mais de uma vez. Assim, pode-se demorar um pouco para conseguir completar o ciclo do hexahexa, por exemplo.
Bryant Tuckerman, um matemático e colega de Stone, desenvolveu um método que consiste em exibir todas as faces num menor número de flexigações possíveis. Como dito anteriormente, cada face do trihexa possui três eixos com bolsos e três sem bolsos, de modo que você precisa rotacionar o brinquedo a fim de continuar flexigando. No caso dos demais flexágonos, certas faces possuem seis eixos com bolsos, possibilitando duas diferentes flexigações a partir delas, uma rotacionando o objeto, outra sem rotacioná-lo. Assim, o método de Tuckerman consiste basicamente em flexigar o máximo de vezes sem rotacionar.
Os diagramas abaixo (chamados Diagramas de Tuckerman) representam esse método, para o hexahexa e o nonahexa. Os vértices numerados indicam as faces, enquanto a direção das setas indica as flexigações.
Note que para percorrer todo o ciclo, deve-se passar por cada vértice azul duas vezes.